# Comunità montana Alta Valle Scrivia
La Comunità montana Alta Valle Scrivia era un comprensorio montano della Liguria, in provincia di Genova, formato dai comuni di: Busalla, Casella, Crocefieschi, Isola del Cantone, Montoggio, Ronco Scrivia, Savignone, Valbrevenna e Vobbia.
L'ente locale aveva sede a Busalla e l'ultimo presidente è stato Marco Bagnasco.

## Storia
L'ente era stato istituito dopo le approvazioni delle leggi regionali n° 15 e 27 del 1973, emanate dalla Regione Liguria dopo l'istituzione ufficiale delle Comunità montane con la legge n° 1102 del 3 dicembre 1971.
Con le nuove disposizioni della Legge Regionale n° 6 del 1978 la comunità montana assumeva, direttamente dalla regione, le funzioni amministrative in materia di agricoltura, sviluppo rurale, foreste e antincendio boschivo.
Con la disciplina di riordino delle comunità montane, regolamentate con la Legge Regionale n° 24 del 4 luglio 2008 e in vigore dal 1º gennaio 2009, l'ente locale era stato unito alla Comunità montana Alta Val Polcevera che aveva portato all'istituzione della nuova Comunità montana Valli Genovesi Scrivia e Polcevera.
Non faceva più parte dell'originaria comunità montana il comune di Genova che aveva delegato la stessa alle funzioni amministrative in materia di agricoltura, sviluppo rurale, foreste e antincendio boschivo.